# Amegilla rhodoscymna
Amegilla rhodoscymna är en biart som först beskrevs av Cockerell 1905.  Amegilla rhodoscymna ingår i släktet Amegilla och familjen långtungebin. Inga underarter finns listade i Catalogue of Life.

## Bildgalleri

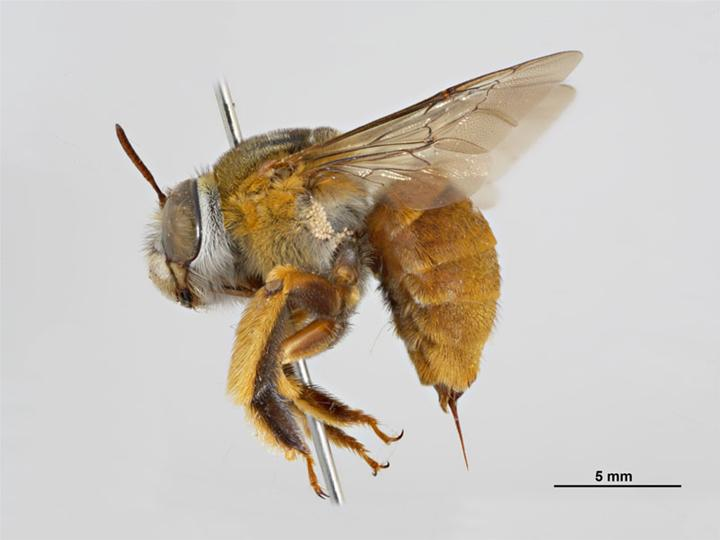
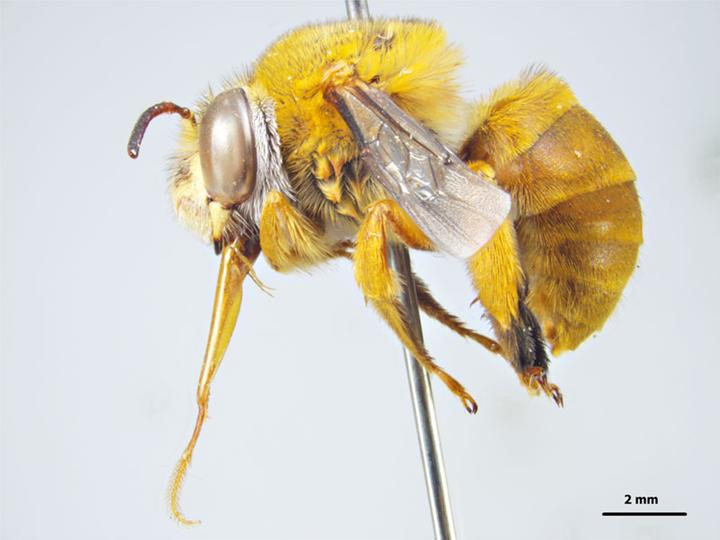